# Echium candicans
Vipérine blanchâtre, Vipérine blanchissante
Espèce
Classification APG IV (2016)
Statut de conservation UICN

 DD  : Données insuffisantes
Echium candicans, la Vipérine blanchâtre ou Vipérine blanchissante, est une espèce de plantes herbacées vivaces de la famille des Boraginaceae. Elle appartient au genre des vipérines et est endémique de l'île de Madère. On la trouve également comme plante ornementale dans de nombreux pays.

## Description
Plante vivace pouvant atteindre 1,5 m de hauteur, avec des épis floraux atteignant 30 centimètres de longueur.
Fleur nectarifère.

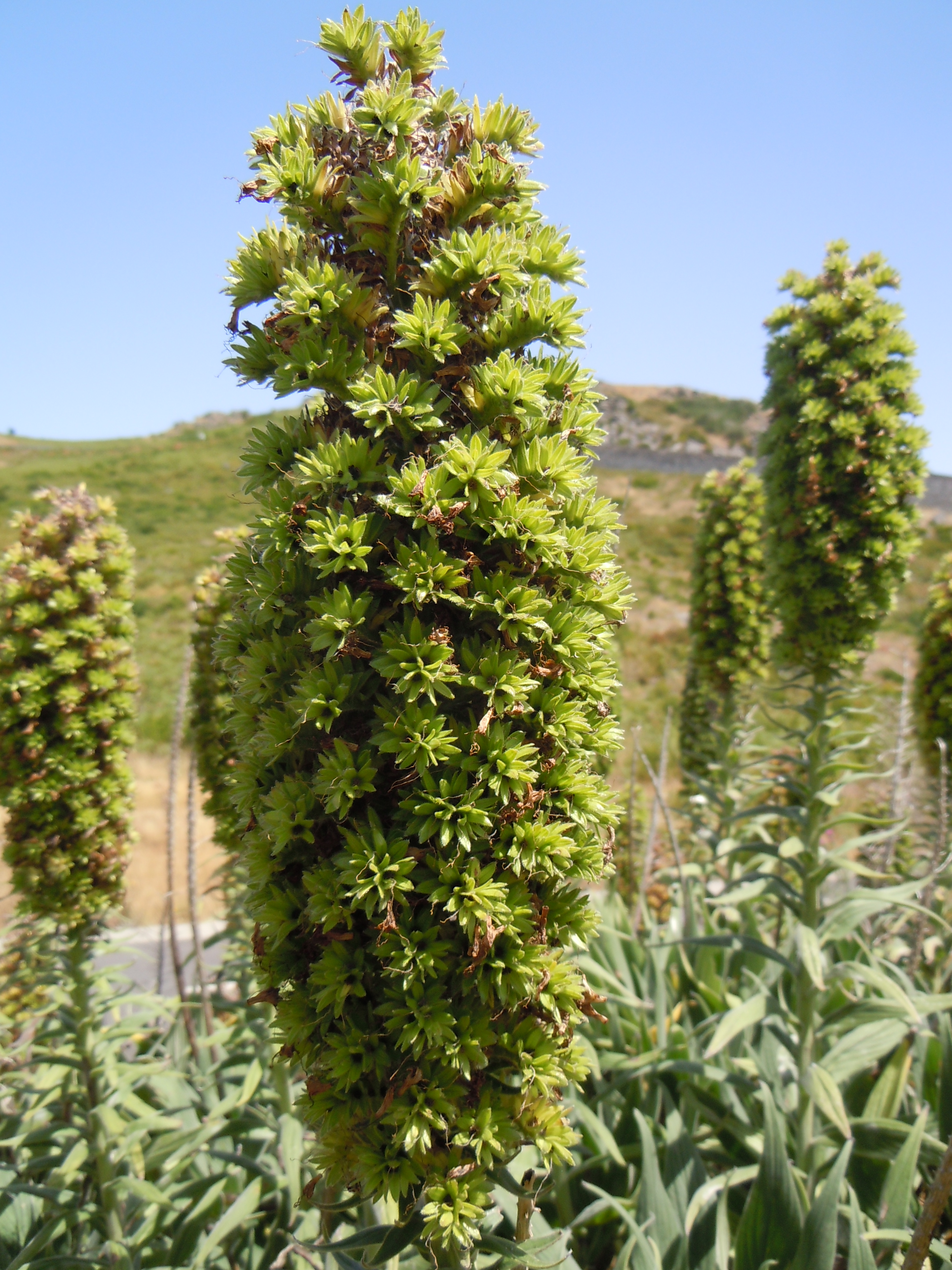
Infructescence
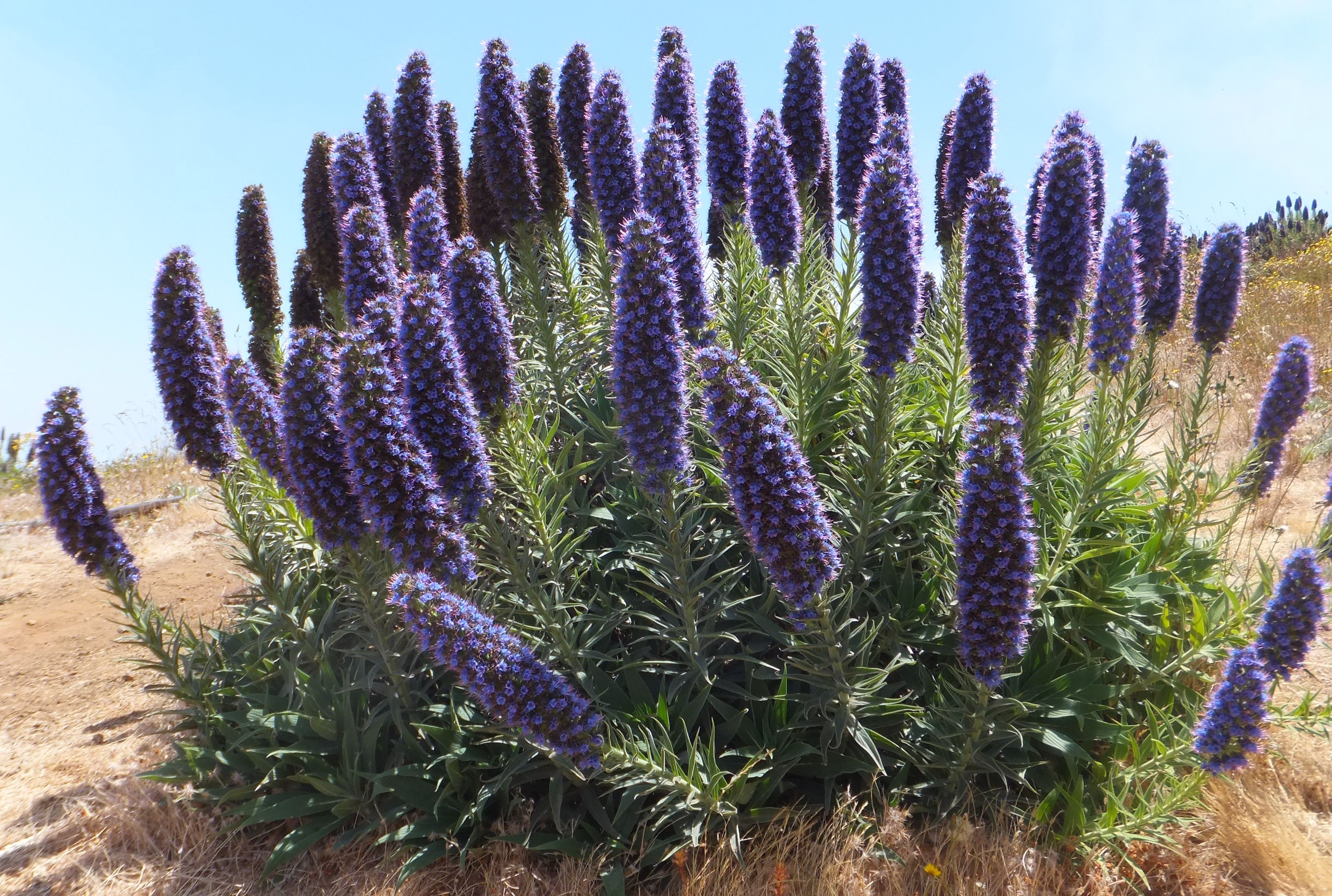
floraison
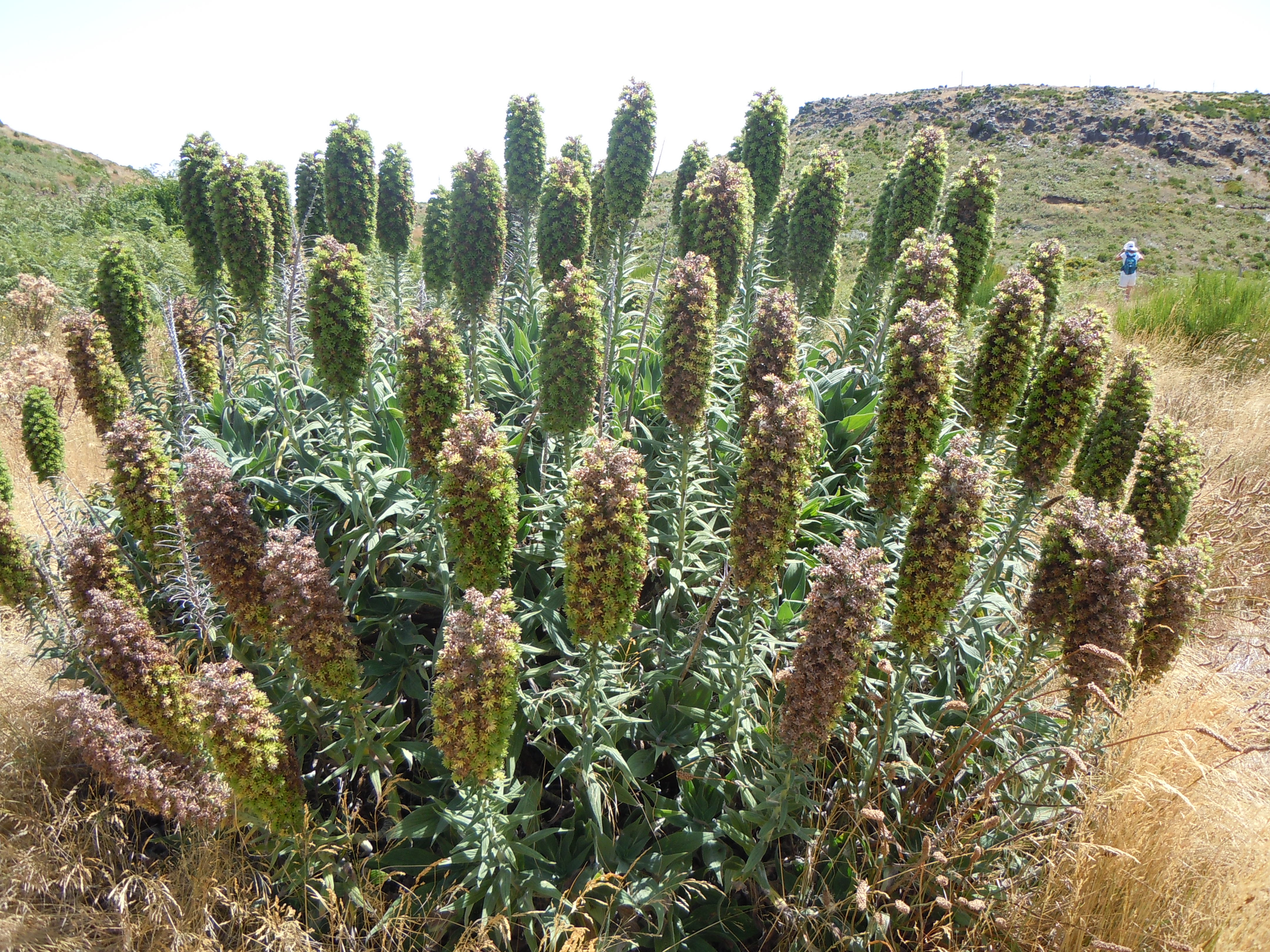
Après floraison, à Madère.
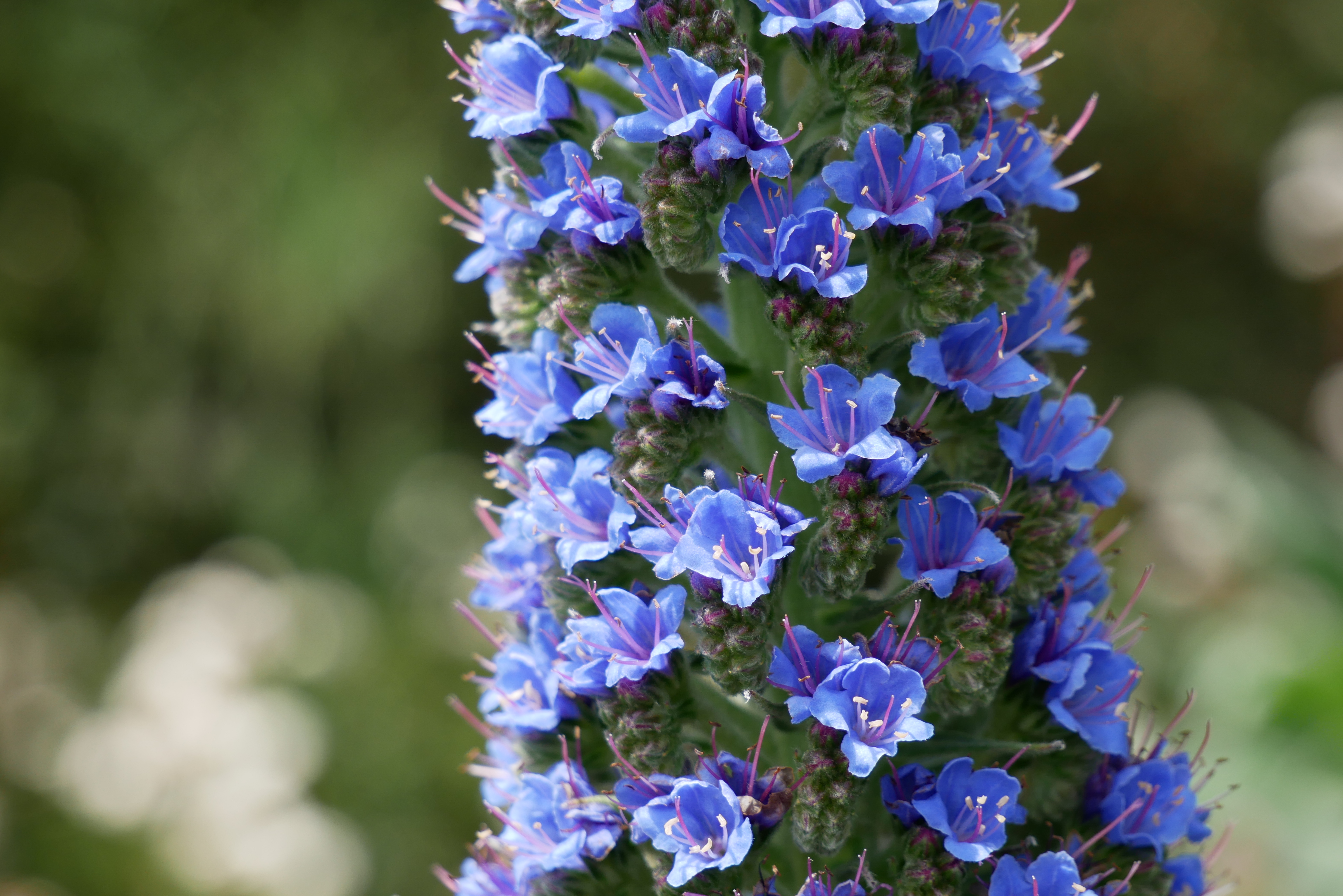
Fleurs (détail).
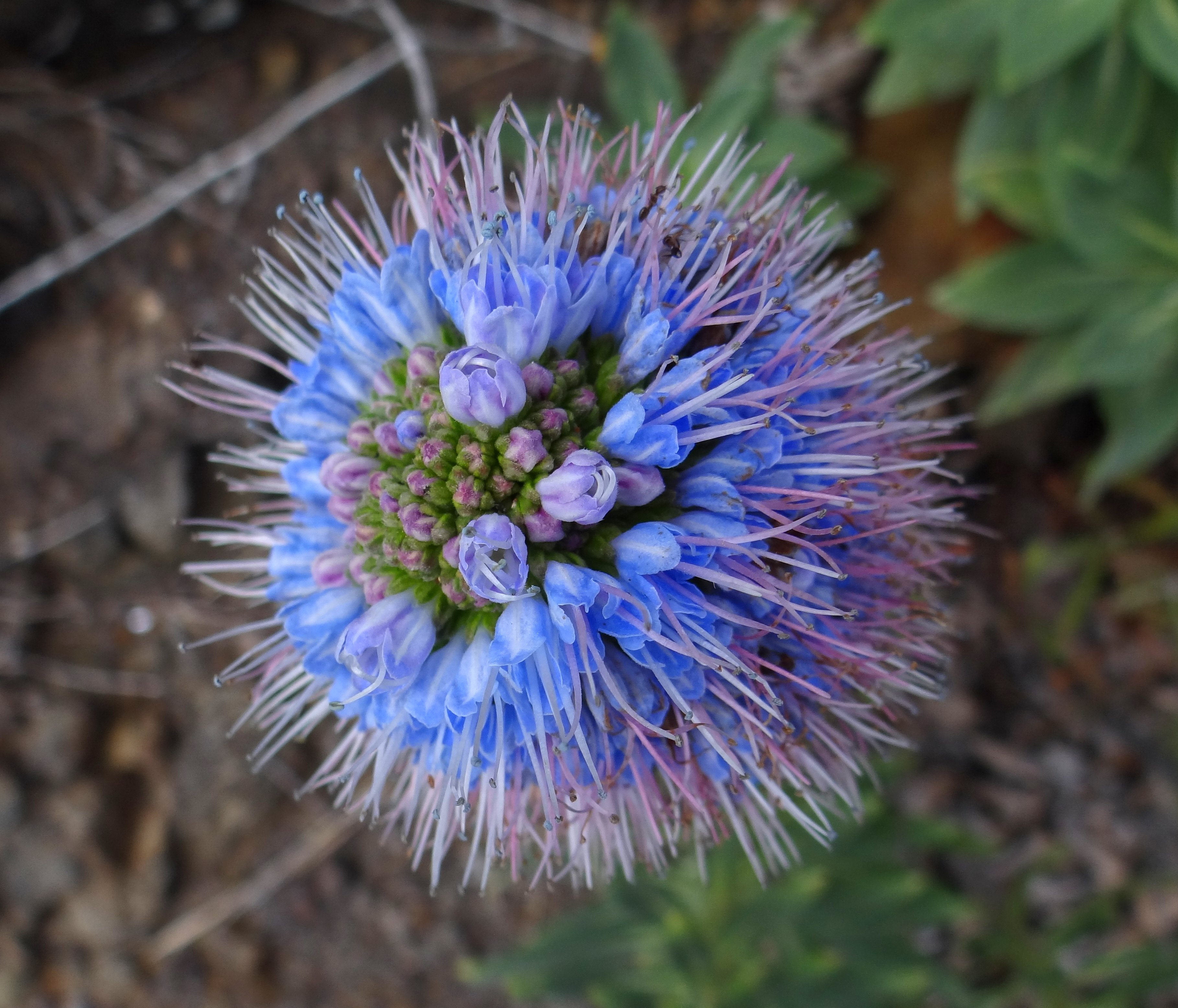
Inflorescence vue de dessus.

## Répartition
Zones dégagées de moyenne et haute altitude à Madère.

## Utilisation
La vipérine blanchâtre est cultivée comme plante ornementale.

## Dénominations
Ce taxon porte en français les noms vernaculaires ou normalisés suivants : Vipérine blanchâtre,, Vipérine blanchissante,.

## Systématique
Le nom correct complet (avec auteur) de ce taxon est Echium candicans L.f..
Echium candicans a pour synonymes :
- Argyrexias candicans (L.fil.) Raf.
- Echium brachyanthum Hornem.
- Echium candicans var. noronhae Menezes
- Echium cynoglossoides Desf.
- Echium densiflorum DC.
- Echium macrophyllum Lehm.
- Echium maderense Steud.
- Echium marianum Boiss.
- Echium pallidum Salisb.
- Echium pavonianum Boiss.
- Echium truncatum Anon.
- Echium truncatum Hort.